# Jota Piscis Austrini
Jota Piscis Austrini (ι Piscis Austrini, förkortat Jota PsA, ι PsA) som är stjärnans Bayerbeteckning, är en ensam stjärna belägen i den sydvästra delen av stjärnbilden Södra fisken. Den har en skenbar magnitud på 4,35 och är synlig för blotta ögat där ljusföroreningar ej förekommer. Baserat på parallaxmätning inom Hipparcosuppdraget på ca 16,0 mas, beräknas den befinna sig på ett avstånd på ca 204ljusår (ca 63 parsek) från solen. 

## Egenskaper
Jota Piscis Austrini är en blå till vit stjärna i huvudserien av spektralklass A0 V. Den har en radie som är ca 2,4 gånger större än solens och utsänder från dess fotosfär ca 87 gånger mera energi än solen vid en effektiv temperatur av ca 10 400 K.
Jota Piscis Austrini har en visuell följeslagare med skenbar magnitud på 11,4, som år 1910 var belägen med en vinkelseparation på 20 bågsekunder vid en positionsvinkel på 290°.